# Kansas City International Airport
Kansas City International Airport is een vliegveld 24 km ten noordwesten van het centrum van de stad Kansas City in de Amerikaanse staat Missouri. In 2011 verwerkte de luchthaven 10.148.524 passagiers.
De luchthaven heeft 3 terminals met in totaal 90 gates.
- Terminal A - gates A1-A30
- Terminal B - gates B31-B60
- Terminal C - gates C61-C90

## Topbestemmingen

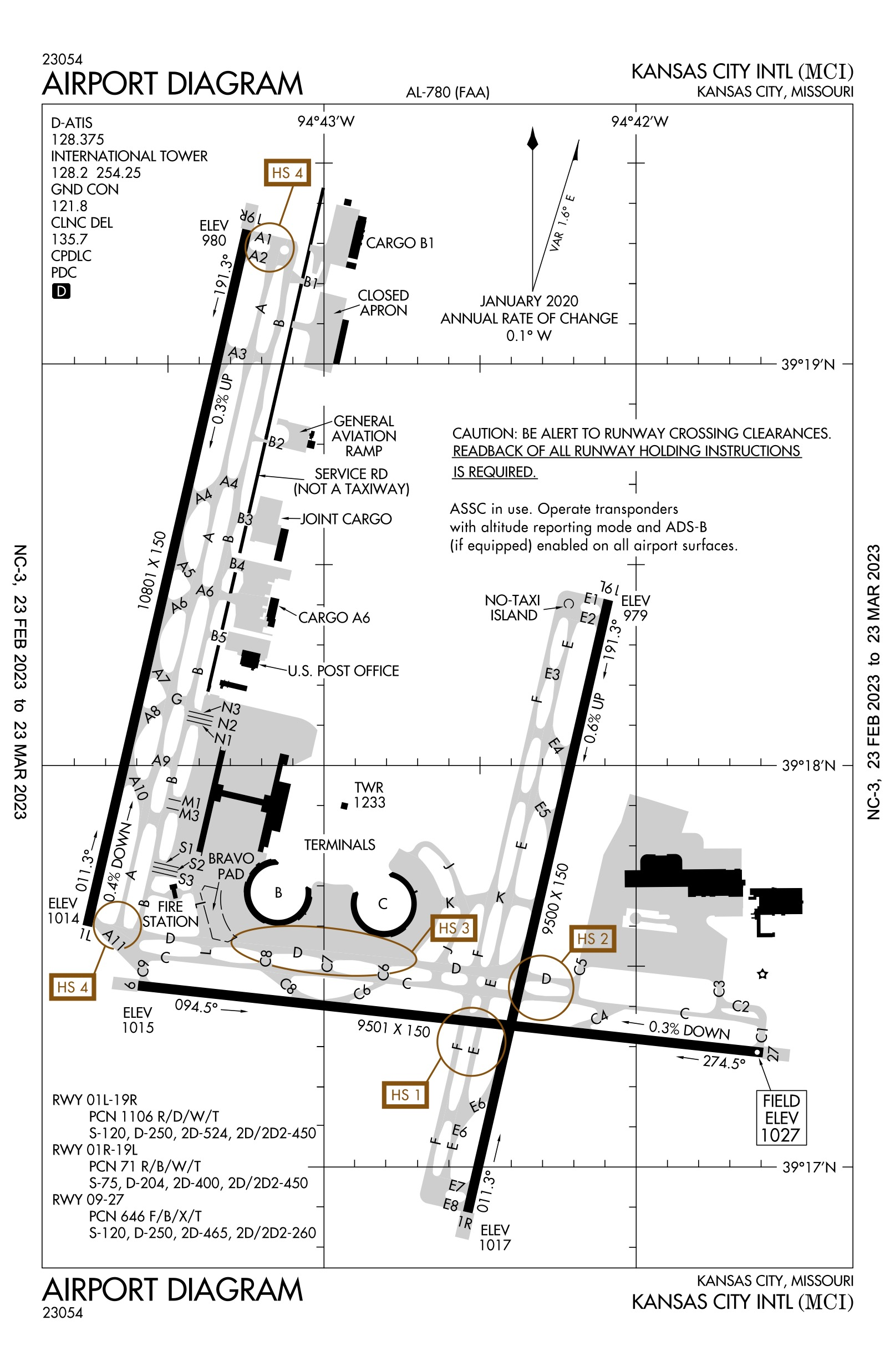
Plattegrond van KMCI

| Plaats | Stad                     | Passagiers | Maatschappij                |
| ------ | ------------------------ | ---------- | --------------------------- |
| 1      | Denver, CO               | 498,000    | Frontier, Southwest, United |
| 2      | Atlanta, GA              | 446,000    | AirTran, Delta              |
| 3      | Dallas/Fort Worth, TX    | 302,000    | American                    |
| 4      | Chicago, IL (MDW)        | 280,000    | Southwest                   |
| 5      | Chicago, IL (ORD)        | 278,000    | American, United            |
| 6      | Dallas, TX (Love Field)  | 224,000    | Southwest                   |
| 7      | Phoenix, AZ              | 218,000    | Southwest, US Airways       |
| 8      | Las Vegas, NV            | 167,000    | Southwest                   |
| 9      | Minneapolis/St. Paul, MN | 161,000    | Delta                       |
| 10     | Charlotte, NC            | 155,000    | US Airways                  |

## Luchtvaartmaatschappijen
Het vliegveld wordt aangevlogen door:
- AeroMexico/Funjet (gates 50 - 60)
- Air Canada (gates 61)
- Alaska Airlines (gate 52)
- Allegiant Airlines (gate 78)
- American Airlines (gates 79 - 87)
- Delta Air Lines (gates 50 - 60)
- Frontier Airlines (gates 78 - 79)
- Southwest Airlines (gates 37 - 45)
- Spirit Airlines (gate 79)
- United Airlines (gates 61 - 69)